# Ceruchus
Ceruchus es un género de coleóptero de la familia Lucanidae.

## Especies
Las especies de este género son:
- Ceruchus atavus Fairmaire, 1891 – Kashmir
- Ceruchus chrysomelinus (Hochenwarth, 1785) – Europa
- Ceruchus chuduraziensis Okuda, 2007 – nordlige Burma
- Ceruchus deuvei Boucher & Kral, 1997 – Kina
- Ceruchus katerinae Kral, 1995 – Kina
- Ceruchus lignarius Lewis, 1883 – Japón
- Ceruchus luojishanensis Okuda, 2008 – Kina
- Ceruchus minor Tanikado & Okuda, 1994 – Kina
- Ceruchus niger Boucher & Kral, 1997 – Kina
- Ceruchus piceus (Weber, 1801) – østlige Nord-Amerika
- Ceruchus punctatus LeConte, 1869 – vestlige Nord-Amerika
- Ceruchus reginae Boucher & Kral, 1997 – Kina
- Ceruchus sinensis Nagel, 1933 – Kina
- Ceruchus striatus LeConte, 1859 – vestlige Nord-Amerika
- Ceruchus tabanai Okuda, 2008 – Kina